# The Johnston Brothers
The Johnston Brothers waren eine britische Gesangstruppe, die vor allem für ihren Nummer-eins-Hit Hernando’s Hideaway aus dem Jahre 1955 bekannt ist.

## Bandgeschichte

### Als „Projekt“ in die Hitparade
The Johnston Brothers waren keine Brüder und ursprünglich nur ein weiteres Projekt von Johnny Johnston, der ab 1948 bereits mit wechselnden Sängern die Vokalgruppe The Keytones leitete. (Unter anderen war Cliff Adams eine Zeitlang Mitglied der Keytones, bevor er die Stargazers gründete.) Die personelle Besetzung der beiden Combos ging fließend ineinander über; der Hauptunterschied war, dass die Keytones eine weibliche Stimme (darunter längere Zeit Pearl Carr und Jean Campbell) dabei hatten. Ein weiterer, wichtiger Unterschied: im Gegensatz zu den Johnston Brothers hatten die Keytones nie einen Charthit.
Die „Brüder“ waren bei Gründung Johnny Johnston, Alan Dean und Denny Vaughan; sie machten ab 1949 unter diesem Namen Aufnahmen für Decca Records. Ihre erste Schallplatte war die Titelmelodie des Films Jenny (Portrait of Jennie), und schon vor Einführung der offiziellen Tonträger-Verkaufshitparade waren sie in den Charts für Notenblätter (Sheet Music Charts) sehr erfolgreich mit Songs wie That Lucky Old Sun, Tennessee Waltz oder Blowing Wild. Bald sangen sie auch die Backing Vocals für verschiedene Gesangsstars wie Reggie Goff, Lita Roza und Suzi Miller. Ihre harmoniebetonten Schlager im Stil der Four Aces oder der Stargazers brachten ihnen im April 1953 ihren ersten offiziellen Charthit, Oh, Happy Day.

### Der Nummer-eins-Hit
1954 hatte das Musical The Pajama Game (von Richard Adler und Jerry Ross nach dem Roman 7 1/2 Cents von Richard Bissell) großen Erfolg am Broadway. Zwei der Songs aus diesem Musical wurden zu oft gecoverten Standards der 1950er Jahre – Hey There (eine US-Nummer-Eins 1954 für Rosemary Clooney) und der Tango Hernando’s Hideaway (US-Nummer-Zwei 1954 für Archie Bleyer und sein Orchester). Beide Songs veröffentlichte unter anderem Johnnie Ray als A- und B-Seite einer Single; in Großbritannien machten das auch die Johnston Brothers. Während Rays A-Seite Hey There in Großbritannien und Nordirland auf Platz 5 und die B-Seite „nur“ auf Platz 11 stieg, brachte es Hey There von den „Brüdern“ nicht in die Charts – dafür aber wurde Hernando’s Hideaway für sie zu ihrem einzigen Nummer-eins-Hit. Die vier Sänger waren zu dieser erfolgreichsten Zeit Johnny Johnston, Frank Holmes, Harry „Miff“ King und Eddie Lester.

### Weitere Erfolge
Ein weiterer ihrer Bestseller war die Single No Other Love, Cover eines 1953er US-Hits für Perry Como, das jedoch in Großbritannien in einer Version von Ronnie Hilton ein Nummer-eins-Hit wurde. Erfolge feierten die Johnston Brothers auch mit zwei Medleys, Join In and Sing Again und Join In and Sing (No. 3), in denen sie beliebte Schlagerklassiker wie Sheik of Araby, Yes Sir, That’s My Baby, Charleston oder Alexander’s Ragtime Band interpretierten.

## Johnny Johnston
Johnny Johnston (eigentlich John Reine, * 1919, † 10. Juni 1998) hatte nach dem Zweiten Weltkrieg gemeinsam mit Mickey Michaels den Musikverlag Michael Reine Music gegründet, der auch seine eigenen Songs verlegte. Er war Gründer der Keytones und der Johnston Brothers. Mit wechselnden Sängern war Johnston jedoch auch verantwortlich für die Gesangsgruppen The Johnston Singers oder The King’s Men, die den Chorgesang für Aufnahmen verschiedener Künstler der 1950er Jahre lieferten (unter anderem Vera Lynn, Pearl Carr oder Jimmy Young sowie Billy Cottons Orchester). Er schrieb Hits für andere Stars der 1950er Jahre; eines seiner bekanntesten Werke wurde The Wedding of Lili Marlene, eine „Fortsetzung“ des internationalen deutschen Weltkriegsschlagers Lili Marleen.
Ab der zweiten Hälfte der 1950er Jahre verlegte sich Johnston auf das Komponieren und Produzieren von Werbejingles – auf diesem Gebiet der Werbung in Fernsehen und Hörfunk wurde er einer der gefragtesten Experten. Für Marken wie Kleenex, Heinz, Shell und viele andere produzierte die Johnny Johnston Jingles Ltd. in seinem eigenen Cine-Tele-Sound-Studio den Ton für Werbeclips – insgesamt waren es rund 4500 Jingles, bis er sich aus dem Arbeitsleben zurückzog. Johnston galt in der Branche als King of the Jingle.